# Liste der Brücken über die Landquart
Die Liste der Brücken über die Landquart enthält die Landquart-Brücken vom Zusammenfluss von Vereinabach und Verstanclabach in Klosters bis zur Mündung bei Landquart in den Alpenrhein.

## Brückenliste
54 Brücken führen über den Fluss: 31 Strassen- und Feldwegbrücken, 17 Fussgängerbrücken und 6 Eisenbahnbrücken.

### OberesPrättigau
21 Brücken überspannen den Fluss in Klosters.
| Bild | Name                                   | Ort               | Lage | Funktion                                                                                            | Konstruktion                         | Material    | Länge in m | Höhe m ü. M. | Bemerkungen |
| ---- | -------------------------------------- | ----------------- | ---- | --------------------------------------------------------------------------------------------------- | ------------------------------------ | ----------- | ---------- | ------------ | --- |
|      | Schindelbodenweg-Brücke                | Klosters Monbiel  |      | Feldwegbrücke                                                                                       | Fachwerkbrücke                       | Holz        | 15         | 1332         | Bergwanderweg Langlaufen: Alp-Garfiun-Loipe (Klosters, Monbiel–Klosters, Monbiel) und Klosters Langlaufloipe 23/24 (Schwäderloch – Pardenn – Schwäderloch 5.5 km) Amt für Natur und Umwelt Hydrometrische Messstation ANU Klosters Pardenn ist flussabwärts am Brückengeländer angebracht. Flussaufwärts befindet sich das national geschützte Auengebiet Cholplatz. |
|      | Unbenannte Brücke                      | Klosters Monbiel  |      | Feldwegbrücke                                                                                       | Balkenbrücke                         | Holz        | 20         | 1310         | Bergwanderweg Langlaufen: Alp-Garfiun-Loipe (Klosters, Monbiel–Klosters, Monbiel) und Klosters Langlaufloipe 28 (Baretschrüti 0.4 km) |
|      | Sagenbord-Brücke (Monbiel-Brücke)      | Klosters Monbiel  |      | Fussgängerbrücke                                                                                    | Hängebrücke                          | Stahl       | 44         | 1271         | Drahtseil-Hängebrücke mit Holzsteg und Holzschranke auf der linken Flussseite Wanderweg |
|      | Unbenannte Brücke                      | Klosters Monbiel  |      | Feldwegbrücke                                                                                       | Balkenbrücke                         | Holz        | 25         | 1235         | Höchstgewicht 18 t |
|      | Bündelti-Brücke                        | Klosters Aeuja    |      | Feldwegbrücke                                                                                       | Bogenbrücke                          | Holz Beton  | 25         | 1220         | Gebaut 2011 Klosters Langlauf Nachtloipe (Di u. Do bis 21.30 h beleuchtet) 2.7 km Wanderweg |
|      | Aeuja-Brücke (Untere Aeujerstrasse)    | Klosters Aeuja    |      | Strassenbrücke (zweispurig) mit abgetrenntem Trottoir                                               | Bogenbrücke                          | Holz Beton  | 17         | 1207         | Gebaut 2012 Höchstgewicht 32 t PostAuto-Buslinie 232 (Klosters Platz – Doggiboden – Monbiel) Wanderweg |
|      | Unbenannte Brücke                      | Klosters Platz    |      | Fussgänger- und Velobrücke                                                                          | Bogenbrücke                          | Holz Beton  | 20         | 1189         | Allgemeines Fahrverbot Verbot für Tiere (Pferd) Klosters Langlaufloipe 22 (Klosters – Aeuja – Schwäderloch – Klosters 5.1 km) |
|      | Sportrestaurant-Brücke                 | Klosters Platz    |      | Fussgänger- und Velobrücke                                                                          | Bogenbrücke                          | Beton       | 21         | 1183         | Gebaut 2011 Fahrverbot für Motorwagen, Motorräder und Motorfahrräder Wanderweg |
|      | Salka-Viertel-Brücke                   | Klosters Platz    |      | Fussgänger- und Velobrücke                                                                          | Bogenbrücke                          | Holz        | 15         | 1182         | Fahrverbot für Motorwagen, Motorräder und Motorfahrräder |
|      | Landquartbrücke Klosters (Landstrasse) | Klosters Platz    |      | Strassenbrücke (zweispurig) mit Trottoirs 726.52                                                    | Balkenbrücke Hubbrücke Trogbrücke    | Beton Stahl | 23         | 1182         | Trog- und Hubbrücke (Stahl/Beton-Konstruktion), lässt sich bei Hochwasser mit Pressen um einen Meter anheben, gebaut 2008, ersetzte 150 Jahre alte Natursteinbrücke Höchstgeschwindigkeit 50 km/h PostAuto-Buslinien 232 (Klosters Platz – Doggiboden – Monbiel) und 234 (Klosters Platz – Selfranga) Mountainbikeland-Route 331 Alp Garfiun (Klosters Platz–Klosters Platz) Wanderweg |
|      | Unbenannte Brücke                      | Klosters Platz    |      | Fussgänger- und Velobrücke                                                                          | Balkenbrücke                         | Beton       | 35         | 1180         | Verbot für Motorwagen und Motorräder Wanderland-Route 30 ViaValtellina (Etappe 3 Klosters (Schlappin)–Davos) |
|      | RhB-Landquartbrücke IV (Maag-Brücke)   | Klosters Platz    |      | Eisenbahnbrücke (zweigleisig) mit Kreuzung                                                          | Fachwerkbrücke (Warren-Träger)       | Beton       | 77         | 1180         | Eröffnet 1992, ersetzte 1930 Maillart-Bogenbrücke Bahnstrecke Landquart–Davos Platz der Rhätischen Bahn |
|      | Unbenannter Steg                       | Klosters Platz    |      | Wehrbrücke                                                                                          | Fachwerkbrücke                       | Stahl       | 20         | 1179         | Übergang beim Kraftwerk Klosters. |
|      | Rütipromenade-Brücke (Gotschnastrasse) | Klosters Platz    |      | Eisenbahnbrücke (eingleisig), ehemalige RhB-Brücke, dient nun Fussgänger, Velofahrer und Schlittler | Fachwerkbrücke                       | Stahl       | 85         | 1179         | Gebaut 1889, stand bis zum Bau des Kehrtunnels und dem Umbau des Bahnhofs Klosters 1931 für die Rhätische Bahn in Betrieb. Verbot für Motorwagen und Motorräder: Zubringerdienst gestattet Mountainbikeland-Route 329 Alp Casanna (Klosters Platz–Klosters Platz) und Route 330 Panorama Ride (Etappe 1 Klosters Platz–Pragg-Jenaz) Wanderland-Route 35 Walserweg (Etappe 17 Langwies–Klosters) Gotschna-Schlittelbahn: Gotschnaboden–Klosters 200 m flussabwärts beginnt das national geschützte Auengebiet Saas–Klosters. |
|      | Rivabord-Brücke (Rivabrugg)            | Klosters          |      | Fussgängerbrücke                                                                                    | Hängebrücke                          | Stahl       | 42         | 1105         | Metallhängebrücke mit Holzsteg, gebaut 2009, ersetzte Brücke, die beim Unwetter von August 2005 zerstört wurde. Bergwanderweg Das Bauwerk befindet sich im national geschützten Auengebiet Saas–Klosters. |
|      | Gulfiastrasse-Brücke                   | Klosters Dorf     |      | Feldwegbrücke                                                                                       | Balkenbrücke                         | Holz        | 45         | 1031         | Verbot für Motorwagen und Motorräder: Land- und forstwirtschaftlicher Verkehr gestattet Mountainbikeland-Route 329 Alp Casanna (Klosters Platz–Klosters Platz) Wanderweg Zufahrt zum Gulfiahof Das Bauwerk befindet sich im national geschützten Auengebiet Saas–Klosters. |
|      | Sunnibergbrücke                        | Klosters          |      | Strassenbrücke (zweispurig)                                                                         | Schrägseilbrücke (Extradosed-Brücke) | Beton Stahl | 526        | 1000         | Gebaut 1996–1998, eröffnet 2005 Höchstgeschwindigkeit 80 km/h Das Bauwerk befindet sich im national geschützten Auengebiet Saas–Klosters. |
|      | Badstrasse-Brücke                      | Serneus           |      | Strassenbrücke (einspurig)                                                                          | Balkenbrücke                         | Beton       | 35         | 980          | Wanderweg Zufahrt zum Kurhotel Bad Serneus Das Bauwerk befindet sich im national geschützten Auengebiet Saas–Klosters. |
|      | Walki-Brücke (Serneuserstrasse)        | Serneus           |      | Strassenbrücke (zweispurig) mit Trottoir 726.51                                                     | Balkenbrücke                         | Beton       | 40         | 966          | Höchstgeschwindigkeit 60 km/h PostAuto-Buslinie 231 (Klosters – Serneus – Küblis) Wanderweg Das Bauwerk befindet sich im national geschützten Auengebiet Saas–Klosters. |
|      | Rütlandsteg (Riva-Steg)                | Serneus           |      | Fussgängerbrücke                                                                                    | Hängebrücke                          | Stahl       | 34         | 938          | Metallhängebrücke mit Holzsteg Bergwanderweg Das Bauwerk befindet sich im national geschützten Auengebiet Saas–Klosters. |
|      | Rütiweg-Brücke                         | Saas im Prättigau |      | Fussgängerbrücke                                                                                    | Gedeckte Brücke                      | Holz        | 28         | 898          | Gedeckte Holzbrücke, gebaut 2008, ersetzte Brücke, die beim Unwetter von August 2005 zerstört wurde Bergwanderweg Das Bauwerk befindet sich im national geschützten Auengebiet Saas–Klosters. |

### Mittleres Prättigau
11 Brücken überspannen den Fluss zwischen Küblis und Jenaz.
| Bild | Name                                         | Ort              | Lage | Funktion                           | Konstruktion                          | Material    | Länge in m | Höhe m ü. M. | Bemerkungen |
| ---- | -------------------------------------------- | ---------------- | ---- | ---------------------------------- | ------------------------------------- | ----------- | ---------- | ------------ | --- |
|      | Unbenannte Brücke                            | Küblis           |      | Feldwegbrücke                      | Balkenbrücke                          | Holz        | 20         | 830          | Höchstgewicht 8 t |
|      | Landquartbrücke Küblis (Conterserstrasse)    | Küblis           |      | Strassenbrücke (zweispurig) 726.45 | Balkenbrücke                          | Beton       | 25         | 823          | Gebaut 2009 Höchstgeschwindigkeit 80 km/h PostAuto-Buslinie 223 (Küblis, Tälfsch – Conters im Prättigau) Mountainbikeland-Route 90 Graubünden Bike (Etappe 4 Küblis–Langwies) Wanderweg                                                                               |
|      | Unbenannte Brücke                            | Küblis           |      | Fussgänger- und Velobrücke         | Balkenbrücke                          | Beton       | 25         | 812          | Brücke mit Metallgeländer und Schranke Höchstgewicht 13 t Mountainbikeland-Route 90 Graubünden Bike (Etappe 4 Küblis–Langwies) und Route 333 Swiss Bike Masters (Etappe 4 Fideriser Heuberge–Küblis) Veloland-Route 21 Prättigauer Route (Klosters–Sargans) Wanderweg |
|      | Unbenannte Brücke                            | Küblis           |      | Fussgängerbrücke                   | Fachwerkbrücke                        | Stahl       | 20         | 809          | Eisenfachwerkbrücke mit Holzbalkenboden Verbot für Tiere (Pferd) Wanderweg |
|      | Landquartbrücke Dalvazza (Strahleggerbrücke) | Luzein           |      | Strassenbrücke (einspurig)         | Bogenbrücke (Vierendeelträger-Brücke) | Beton Stahl | 27         | 800          | Historische Stahlbeton-Vierendeel-Bogenträgerbrücke, gebaut 1924/25, renoviert 2008/09 Das Bauwerk ist im Inventar historischer Verkehrswege der Schweiz (IVS) als regionales Kulturgut aufgeführt. Höchstgewicht 3,5 t Wanderweg                                     |
|      | Alte Landquartbrücke (Industriestrasse)      | Fideris – Luzein |      | Strassenbrücke (zweispurig)        | Bogenbrücke                           | Beton       | 35         | 788          | |
|      | Prättigauerstrasse-Brücke                    | Fideris – Luzein |      | Strassenbrücke (zweispurig)        | Balkenbrücke                          | Beton       | 90         | 785          | Höchstgeschwindigkeit 80 km/h PostAuto-Buslinien 221 (Schiers – Pragg – Jenaz – Fideris – Küblis) und 225 (Küblis – Fideris Heuberg) |
|      | RhB-Landquartbrücke III                      | Fideris – Luzein |      | Eisenbahnbrücke (eingleisig)       | Balkenbrücke                          | Beton       | 76         | 784          | Gebaut 1978, instand gesetzt 2009 Höchstgeschwindigkeit 80 km/h Bahnstrecke Landquart–Davos Platz der Rhätischen Bahn |
|      | Rüti-Brücke                                  | Jenaz            |      | Strassenbrücke (zweispurig)        | Balkenbrücke                          | Beton       | 60         | 723          | Höchstgeschwindigkeit 50 km/h Mountainbikeland-Route 333 Swiss Bike Masters (Etappe 4 Fideriser Heuberge–Küblis) Bergwanderweg |
|      | Unbenannte Brücke                            | Jenaz – Luzein   |      | Fussgänger- und Velobrücke         | Balkenbrücke                          | Holz        | 25         | 701          | Mountainbikeland-Route 333 Swiss Bike Masters (Etappe 4 Fideriser Heuberge–Küblis) Bergwanderweg |
|      | Prättigauerstrasse-Brücke                    | Jenaz – Luzein   |      | Strassenbrücke (zweispurig)        | Balkenbrücke                          | Beton       | 220        | 690          | Höchstgeschwindigkeit 80 km/h PostAuto-Buslinien 220 (Schiers – Pragg – Furna) und 221 (Schiers – Pragg – Jenaz – Fideris – Küblis) |

### Vorderes Prättigau
9 Brücken überspannen den Fluss in Schiers, Grüsch und Seewis im Prättigau.
| Bild | Name                                 | Ort                            | Lage | Funktion                                        | Konstruktion    | Material | Länge in m | Höhe m ü. M. | Bemerkungen |
| ---- | ------------------------------------ | ------------------------------ | ---- | ----------------------------------------------- | --------------- | -------- | ---------- | ------------ | --- |
|      | Prättigauerstrasse-Brücke            | Schiers                        |      | Strassenbrücke (zweispurig)                     | Balkenbrücke    | Beton    | 60         | 685          | Höchstgeschwindigkeit 80 km/h PostAuto-Buslinien 220 (Schiers – Pragg – Furna) und 221 (Schiers – Pragg – Jenaz – Fideris – Küblis) |
|      | Landquartbrücke Saneus (Dorfstrasse) | Schiers                        |      | Strassenbrücke (zweispurig) mit Trottoir        | Balkenbrücke    | Beton    | 75         | 670          | Gebaut 1950, renoviert 2004 Höchstgeschwindigkeit 80 km/h PostAuto-Buslinien 220 (Schiers – Pragg – Furna) und 221 (Schiers – Pragg – Jenaz – Fideris – Küblis) Mountainbikeland-Route 278 Danusa (Grüsch–Grüsch) und Route 325 Furna–Trimmiser Alp (Grüsch–Grüsch) Veloland-Route 21 Prättigauer Route (Klosters–Sargans) Wanderweg                             |
|      | RhB-Landquartbrücke II               | Schiers                        |      | Eisenbahnbrücke (eingleisig)                    | Balkenbrücke    | Beton    | 50         | 666          | Gebaut 1976 Höchstgeschwindigkeit 90 km/h Bahnstrecke Landquart–Davos Platz der Rhätischen Bahn |
|      | Prättigauerstrasse-Brücke            | Schiers                        |      | Strassenbrücke (zweispurig)                     | Balkenbrücke    | Beton    | 80         | 662          | Höchstgeschwindigkeit 80 km/h PostAuto-Buslinien 220 (Schiers – Pragg – Furna) und 221 (Schiers – Pragg – Jenaz – Fideris – Küblis) |
|      | Sagastägbrücke                       | Schiers                        |      | Strassenbrücke (zweispurig)                     | Hängewerkbrücke | Holz     | 38         | 642          | Sprengwerk-Holzbrücke, gebaut 1991 Höchstgeschwindigkeit 50 km/h Mountainbikeland-Route 278 Danusa (Grüsch–Grüsch) und Route 325 Furna–Trimmiser Alp (Grüsch–Grüsch) Wanderweg |
|      | Überlandquartstrasse-Brücke          | Grüsch                         |      | Strassenbrücke (zweispurig) mit Trottoir 726.07 | Balkenbrücke    | Beton    | 40         | 605          | Höchstgeschwindigkeit 80 km/h PostAuto-Buslinie 202 (Grüsch – Valzeina) Mountainbikeland-Route 325 Furna–Trimmiser Alp (Grüsch–Grüsch) und Route 330 Panorama Ride (Etappe 2 Pragg-Jenaz–Seewis i.P.) Wanderweg |
|      | Sagagätterli-Brücke                  | Grüsch                         |      | Fussgängerbrücke                                | Hängebrücke     | Stahl    | 45         | 597          | Metallhängebrücke mit Holzsteg Wanderweg |
|      | Unbenannte Brücke                    | Grüsch – Seewis im Prättigau   |      | Strassenbrücke (zweispurig)                     | Balkenbrücke    | Beton    | 40         | 590          | Brücke mit Barriere, gebaut 1996 Allgemeines Fahrverbot Wanderweg |
|      | Landquartbrücke Felsenbach           | Valzeina – Seewis im Prättigau |      | Strassenbrücke (zweispurig) 726.01              | Rahmenbrücke    | Beton    | 80         | 572          | Gebaut 1962/63 Höchstgeschwindigkeit 80 km/h, Höchstgewicht 28 t Mountainbikeland-Route 325 Furna–Trimmiser Alp (Grüsch–Grüsch) Veloland-Route 21 Prättigauer Route (Klosters–Sargans) Wanderweg Die hydrometrische Messstation Landquart - Felsenbach (2150) vom Bundesamt für Umwelt (BAFU) befindet sich rund 240 m flussaufwärts auf der rechten Flussseite. |

### Region Landquart
13 Brücken überspannen den Fluss in Landquart, Malans und Maienfeld.
| Bild                                            | Name                            | Ort                   | Lage | Funktion                                                                         | Konstruktion            | Material    | Länge in m | Höhe m ü. M. | Bemerkungen |
| ----------------------------------------------- | ------------------------------- | --------------------- | ---- | -------------------------------------------------------------------------------- | ----------------------- | ----------- | ---------- | ------------ | --- |
|                                                 | Prättigauerstrasse-Brücke       | Landquart – Malans    |      | Strassenbrücke (zweispurig)                                                      | Balkenbrücke            | Beton       | 85         | 567          | Höchstgeschwindigkeit 80 km/h PostAuto-Buslinie 201 (Seewis Dorf – Grüsch – Landquart) |
|                                                 | Tratt-Brücke                    | Landquart – Malans    |      | Fussgänger- und Velobrücke                                                       | Bogenbrücke             | Holz Beton  | 38         | 548          | Holzbrücke mit Betonbelag, gebaut 1992 Veloland-Route 2 Rhein-Route (Etappe 3 Chur–Buchs (SG)) Wanderweg |
|                                                 | Landquartbrücke Au              | Landquart – Malans    |      | Strassenbrücke (zweispurig) mit Rohrleitungen unterhalb der Fahrbahn             | Stabbogenbrücke         | Stahl Beton | 154        | 537          | Gebaut 1993/94 Höchstgeschwindigkeit 80 km/h |
|                                                 | Deutsche Strasse-Brücke         | Landquart – Malans    |      | Strassenbrücke (zweispurig) mit Trottoir                                         | Balkenbrücke            | Beton       | 45         | 530          | Höchstgeschwindigkeit 50 km/h (bis Brückenmitte, Fahrtrichtung Malans) Höchstgeschwindigkeit 80 km/h (bis Brückenmitte, Fahrtrichtung Landquart) PostAuto-Buslinien 21 (Landquart – Mastrils) und 22 (Bad Ragaz – Fläsch – Maienfeld – Jenins – Landquart) Wanderweg |
|                                                 | Neugut-Brücke                   | Landquart – Maienfeld |      | Fussgänger- und Velobrücke                                                       | Balkenbrücke            | Beton       | 40         | 524          | Verbot für Motorwagen und Motorräder Verbot für Tiere (Pferd) |
|                                                 | RhB-Landquartbrücke I           | Landquart – Maienfeld |      | Eisenbahnbrücke (eingleisig) mit Weiche und Rohrleitungen unterhalb der Fahrbahn | Bogenbrücke             | Beton       | 40         | 522          | Gebaut 1999 Bahnstrecke Landquart–Davos Platz der Rhätischen Bahn Höchstgeschwindigkeit 55 km/h |
| Im Bau (August 2019) Neue Brücke (Oktober 2022) | RhB-Landquartbrücke Ib          | Landquart – Maienfeld |      | Eisenbahnbrücke (eingleisig) mit Weiche und Rohrleitungen unterhalb der Fahrbahn | Bogenbrücke             | Beton       | 40         | 522          | Gebaut 2019/20 für den Doppelspurausbau Landquart – Malans, die Doppelspur wurde am 1. Dezember 2020 in Betrieb genommen. Bahnstrecke Landquart–Davos Platz der Rhätischen Bahn Höchstgeschwindigkeit 55 km/h                                                        |
| Im Bau (August 2019) Neue Brücke (Oktober 2022) | RhB-Werkbrücke                  | Landquart – Maienfeld |      | Strassenbrücke (einspurig) mit Rohrleitungen unterhalb der Fahrbahn              | Bogenbrücke             | Beton       | 40         | 521          | Privater Übergang, gebaut 2019/20 Allgemeines Fahrverbot Höchstgewicht 5 t Elektrische Metallbarriere mit Chauffeur-Gegensprechanlage |
|                                                 | SBB-Steg                        | Landquart – Maienfeld |      | Fussgängerbrücke                                                                 | Balkenbrücke            | Stahl       | 40         | 521          | |
|                                                 | SBB-Brücken                     | Landquart – Maienfeld |      | Eisenbahnbrücken (zweigleisig und eingleisig)                                    | Fachwerkbrücke          | Stahl       | 45         | 521          | Bahnstrecke Basel SBB–Zürich HB–Chur |
|                                                 | Unbenannte Brücke               | Landquart – Maienfeld |      | Fussgänger- und Velobrücke                                                       | Balkenbrücke Trogbrücke | Beton       | 70         | 520          | Dreifeldrige Trogbrücke, gebaut 2017 Gemeinsamer Velo- und Fussweg Veloland-Route 21 Prättigauer Route (Klosters–Sargans) Wanderland-Route 72 Prättigauer Höhenweg (Etappe 1 Landquart–Schesaplanahütte)                                                             |
|                                                 | Tardisstrasse-Brücke            | Landquart – Maienfeld |      | Strassenbrücke (zweispurig)                                                      | Balkenbrücke            | Beton       | 155        | 520          | Höchstgeschwindigkeit 80 km/h |
|                                                 | Landquart-Brücke (A13 Autobahn) | Landquart – Maienfeld |      | Autobahnbrücke (vierspurig)                                                      | Balkenbrücke            | Beton       | 115        | 520          | Zwei Spannbetonbrücken, die westliche Brücke von 1958 wurde 2004/05 neu erstellt. Höchstgeschwindigkeit 120 km/h |